# Marvings
Els marvings o marvingis (en llatí marvingi, en grec antic Μαρουίγγοι) eren un poble germànic que vivia a l'est de les muntanyes Abnoba, entre els sueus i el Danubi, segons diu Claudi Ptolemeu. La seva capital es deia Bergium, la moderna Bamberg.